# Красный Яр (Нижнетабынское сельское поселение)
Красный Яр — поселок в Муслюмовском районе Татарстана. Входит в состав Нижнетабынского сельского поселения.

## География
Находится в восточной части Татарстана на расстоянии приблизительно 12 км на север-северо-запад по прямой от районного центра села Муслюмово у речки Ик.

## История
Основан в период 1907—1912 годов.

## Население
Постоянных жителей было: в 1926 — 68, в 1938 — 63, в 1949 — 70, в 1958 — 93, в 1970 — 54, в 1979 — 27, в 1989 — 9, 6 в 2002 году (татары 100 %), 6 в 2010.